# Neurona de Cajal-Retzius
Las neuronas de Cajal-Retzius o célula horizontal de Cajal son, durante el desarrollo prenatal, la fuente principal de reelina en la zona marginal de la neocorteza y el hipocampo (HC). La producción de esta proteína es complementada por las interneuronas GABAergicas-reelina+, que son de aparición más tardía.

## Características
Las células Horizontales de Cajal, descritas en 1891, son una población heterogénea, que comparten su estructura horizontal.